# Phoradendron pteroneuron
Phoradendron pteroneuron är en sandelträdsväxtart som beskrevs av August Wilhelm Eichler. Phoradendron pteroneuron ingår i släktet Phoradendron och familjen sandelträdsväxter. Inga underarter finns listade i Catalogue of Life.